# Gleb Tichonov
Gleb Tichonov, född den 17 december 1992, är en rysk orienterare som tog brons i sprintstafett vid VM 2014. Vid junior-VM 2012 tog han guld i sprint och stafett samt brons på långdistans.